# Pardus (дистрибутив Linux)
Pardus (с лат. — «леопард») — Дистрибутив Linux, форк дистрибутива Gentoo. С 2013 года перешёл на кодовую базу дистрибутива Debian.

## Разработка
Pardus был основан Турецким Национальным исследовательским институтом электроники и Криптологии и Советом Турции по научно-техническим исследованиям.
Первая Live CD версия Pardus являлась форком Gentoo Linux. Сейчас — это форк Debian.

## Релизы
| Версия      | Дата             | Примечания к выпуску |
| ----------- | ---------------- | --- |
| Live CD 1.0 | 4 февраля 2005   | Форк Gentoo с Linux 2.6.10. Только в режиме Live CD. |
| Live CD 1.1 | 5 мая 2005       | Незначительное обновление. |
| 1.0         | 26 декабря 2005  | Первый релиз, который может установиться на жёсткий диск. Включает в себя KDE 3.5, ядро Linux 2.6.14.4, и систему управления пакетами «PiSi».                                                                                              |
| 2007        | 18 декабря 2006  | Включает в себя KDE 3.5.5 и ядро Linux 2.6.18.5. |
| 2007.1      | 16 марта 2007    | Включает в себя KDE 3.5.6 и ядро Linux 2.6.18.8. |
| 2007.2      | 12 июля 2007     | Включает в себя KDE 3.5.7 и ядро Linux 2.6.18.8. |
| 2007.3      | 19 ноября 2007   | Включает в себя ядро Linux 2.6.18.8, OpenOffice.org, средства для Интернета, мультимедиа-программы, игры и многие другие приложенияю |
| 2008        | 27 июня 2008     | Включает в себя KDE 3.5.9 и ядро Linux 2.6.10. |
| 2008.1      | 15 сентября 2008 | Включает в себя ядро Linux 2.6.25.16. KDE был обновлён до версии 3.5.10. Также включает в себя Python 2.5, Java 6, Mozilla Firefox 3.0.1, OpenOffice.org 2.4.1.                                                                            |
| 2008.2      | 31 января 2009   | Включает в себя KDE 3.5.10 и ядро Linux 2.6.25.9. |
| 2009        | 18 июля 2009     | Включает в себя ядро Linux 2.6.30.1. Pardus 2009 стал использовать KDE Plasma и также включает в себя OpenOffice.org 3.1, Python 2.6.2, Mozilla Firefox 3.5, GIMP 2.6.6 и другие приложения, типа Amarok, Kopete, Kaffeine, K3b и Kontact. |
| 2009.1      | 16 января 2010   | Включает в себя KDE Plasma 4.3.4, ядро Linux 2.6.31.11. |
| 2009.2      | 4 июня 2010      | Включает в себя KDE Plasma 4.4.4, ядро Linux 2.6.31.13. |
| 2011        | 21 января 2011   | Включает в себя ядро Linux 2.6.37, KDE Plasma 4.5.5. Базовые пакеты также содержат многочисленные бэкпорты и исправления, которые значительно улучшат стабильность рабочего стола. Использует Firefox 4.0 по умолчанию.                    |
| 2011.1      | 12 июля 2011     | Включает в себя ядро Linux 2.6.37.6, KDE Plasma 4.6.5, LibreOffice 3.4.1.3, Mozilla Firefox 5.0, Xorg 1.9.5, GIMP 2.6.11, Python 2.7.1, GCC 4.5.3, glibc 2.12.                                                                             |
| 2011.2      | 19 сентября 2011 | Включает в себя LibreOffice 3.4.3. |
| 2013        | 27 марта 2013    | Первый дистрибутив, основанный на Debian. |
| 17.0        | 6 июля 2017      | |
| 17.1        | 4 ноября 2017    | |
| 17.2        | 3 марта 2018     | LibreOffice была обновлена до версии 6.0.1, обновление приложений XFCE, исправлен некорректный перевод турецкого языка в XFCE. Включает обновление пакетов и патчи для защиты от уязвимостей.                                              |

## Менеджер пакетов PiSi
PiSi (тур. котёнок, предназначенный как каламбур на имя распространения, которое происходит от названия вида леопарда) — менеджер пакетов, разработанная специально для Pardus. Он использовался в ранних версиях Pardus, но остался в репозиториях в пользу APT. Последняя версия с менеджером пакетов PiSi являлась Pardus 2011.2.
PiSi включает в себя эти особенности:
- Алгоритм сжатия LZMA
- Написан на языке программирования Python
- Источники пакетов записываются в XML или Python
- Доступ к базе данных осуществляется через Berkeley DB
- Интегрирует низкоуровневые и высокоуровневые операции с пакетами
- Подход Framework для создания приложений и инструментов

Существует форк старого Pardus с использованием менеджера пакетов PiSi под именем «PiSi Linux». Последняя версия PiSi Linux — 1.2, а последняя тестовая — 2.0 Beta 2.

## YALI
YALI (тур. особняк на берегу) — это первая программа, сделанная Pardus. Пользователь чаще сталкивается с этой программой. В основном, он распознаёт аппаратное обеспечение и устанавливает программное обеспечение с установочного носителя (то есть CD) на выбранный пользователем раздел жесткого диска. YALI может обрабатывать изменение размеров разделов NTFS, найденных на диске.

## KAPTAN
KAPTAN (тур. капитан) — это настройка рабочего стола, который начинается с первого запуска. Он позволяет пользователю изменять тему рабочего стола, мыши, клавиатуры и языка, дату и время.

## Мнения
Создатель DistroWatch Ладислав Боднар написал в 2006 году отзыв про данный дистрибутив.
Дмитрий Попов, автор Linux User & Developer, назвал в обзоре дистрибутив Pardus 2011 Beta самым захватывающим дистрибутивом года.

## Производные версии
Pardus Community Edition, основанный на Debian, был реализован 12 апреля 2013 года.
Проекты PiSi Linux и Pardus-Anka имеют PiSi, от которого Pardus отказался в релизе 2011.2. Целью дистрибутивов является продолжение разработки PiSi.

## Использование
- Вооружённые силы Турции (частично)[50]
- Министерство иностранных дел Турции (частично)
- Министерство национальной обороны Турции[51]
- Полиция Турции (частично)
- Институт Социального Обеспечения (мигрирует)[52]